# 成田東 (杉並區)
成田東（日语：／ Narita-higashi */?）是東京都杉並區的町名。現行行政地名為成田東一丁目至成田東五丁目。2013年（平成25年）10月1日為止的人口有20,847人。郵遞區號為166-0015。

## 地理
位於東京都杉並區中央。北鄰阿佐谷南，東北接梅里，東連松之木，南通大宮，西臨成田西，西北接荻窪。北部青梅街道下有東京地下鐵丸之內線南阿佐谷站。善福寺川由西往南流過町內。車站附近的4、5丁目有許多公共機關。青梅街道沿線為商店街，其他地區是有零星田地的住宅區。善福寺川沿岸為綠地。
2010年，成田東1丁目附近是東京都的夜間人口重心。

### 河川
- 善福寺川

## 歷史
- 1969年（昭和44年）11月1日－成宗1與3丁目、東田町1～2丁目各一部分合併成立，實施住居表示[1]。

### 地名由來
因位於成宗與東田町東部而得名。

## 交通

### 鐵路
- 東京地下鐵丸之內線－南阿佐谷站

### 道路
- 東京都道4號東京所澤線（青梅街道）
- 東京都道7號杉並秋留野線（五日市街道）

## 設施
- 杉並警察署
- 杉並郵便局
- 杉並稅務署
- 東京都主稅局杉並都稅事務所
- 杉並區立成田圖書館
- 杉並清掃事務所
- 杉並土木事務所南土木維持係
- 都立善福寺公園
- 公團阿佐谷住宅－舊稱公團阿佐谷團地，是包含排屋的中低層團地。1958年（昭和33年）建設。排屋設計者為前川國男。
- 杉並東洋幼稚園
- 杉並保育園
- 成田保育園
- 杉並成田東郵政宿舎
- 杉並區職員防災住宅
- 京都府東京事務所職員宿舎
- 天理教本活分教會
- 成宗公園

## 教育機關
- 杉並區立東田中學校
- 杉並區立東田小學校

## 史蹟
- 天桂寺－曹洞宗寺院。旗本岡部氏歷代之墓[1]。
- 海雲寺－曹洞宗寺院。
- 杉並藥師寺
- 世尊院別院－真言宗豐山派寺院。
- 成宗白山神社
- 須賀神社

## 備註
1. 1 2 3 4 5 6 7 8  『角川日本地名大辞典 13 東京都』角川書店，1991年9月再版。PP542-543，P887
2. ↑  杉並区 区政資料 - 統計 - 人口 - 各歳別人口25年 的存檔，存档日期2013-10-22.